# Baconnes
 (janvier 2013).
Si vous disposez d'ouvrages ou d'articles de référence ou si vous connaissez des sites web de qualité traitant du thème abordé ici, merci de compléter l'article en donnant les références utiles à sa vérifiabilité et en les liant à la section « Notes et références ».
Baconnes est une commune française, située dans le département de la Marne en région Grand Est.
Le village a obtenu quatre fleurs au concours des villes et villages fleuris.

## Géographie
Village situé à égale distance de Reims et Châlons-en-Champagne, Baconnes se trouve sur une ancienne voie romaine.
| Prosnes            |          | Aubérive               |
| Sept-Saulx         | Baconnes | Saint-Hilaire-le-Grand |
| Mourmelon-le-Petit |          | Mourmelon-le-Grand     |

### Hydrographie
La commune est dans la région hydrographique « la Seine du confluent de l'Oise (inclus) à l'embouchure » au sein du bassin Seine-Normandie. Elle n'est drainée par aucun cours d'eau,.

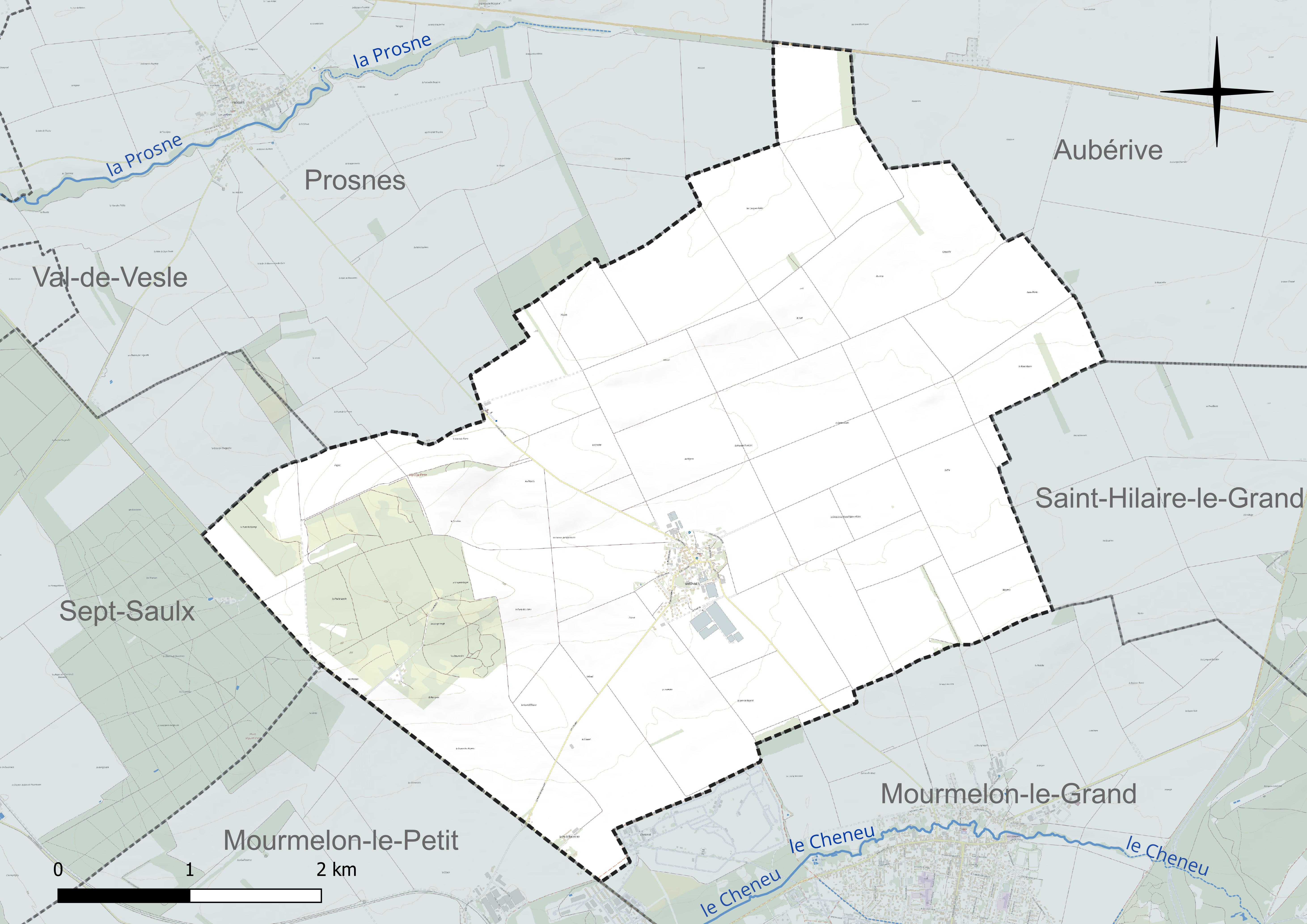
Réseau hydrographique de Baconnes.

### Climat
Pour des articles plus généraux, voir Climat du Grand Est et Climat de la Marne.
En 2010, le climat de la commune est de type climat océanique dégradé des plaines du Centre et du Nord, selon une étude du Centre national de la recherche scientifique s'appuyant sur une série de données couvrant la période 1971-2000. En 2020, Météo-France publie une typologie des climats de la France métropolitaine dans laquelle la commune est exposée à un climat océanique altéré et est dans la région climatique  Nord-est du bassin Parisien, caractérisée par un ensoleillement médiocre, une pluviométrie moyenne régulièrement répartie au cours de l’année et un hiver froid (3 °C). 
Pour la période 1971-2000, la température annuelle moyenne est de 10,3 °C, avec une amplitude thermique annuelle de 15,9 °C. Le cumul annuel moyen de précipitations est de 694 mm, avec 11,2 jours de précipitations en janvier et 8,1 jours en juillet. Pour la période 1991-2020, la température moyenne annuelle observée sur la station météorologique de Météo-France la plus proche, « Mourmelon-grand », sur la commune de Mourmelon-le-Grand à 3 km à vol d'oiseau, est de 10,6 °C et le cumul annuel moyen de précipitations est de 651,4 mm. 
La température maximale relevée sur cette station est de 41,3 °C, atteinte le 25 juillet 2019 ; la température minimale est de −19,7 °C, atteinte le 7 février 2012,,. 
Les paramètres climatiques de la commune ont été estimés pour le milieu du siècle (2041-2070) selon différents scénarios d'émission de gaz à effet de serre à partir des nouvelles projections climatiques de référence DRIAS-2020. Ils sont consultables sur un site dédié publié par Météo-France en novembre 2022.

## Urbanisme

### Typologie
Au 1er janvier 2024, Baconnes est catégorisée commune rurale à habitat dispersé, selon la nouvelle grille communale de densité à sept niveaux définie par l'Insee en 2022.
Elle est située hors unité urbaine. Par ailleurs la commune fait partie de l'aire d'attraction de Reims, dont elle est une commune de la couronne,. Cette aire, qui regroupe 294 communes, est catégorisée dans les aires de 200 000 à moins de 700 000 habitants,.

### Occupation des sols
L'occupation des sols de la commune, telle qu'elle ressort de la base de données européenne d’occupation biophysique des sols Corine Land Cover (CLC), est marquée par l'importance des territoires agricoles (88,6 % en 2018), une proportion sensiblement équivalente à celle de 1990 (89,3 %). La répartition détaillée en 2018 est la suivante : 
terres arables (88,6 %), forêts (6,1 %), milieux à végétation arbustive et/ou herbacée (3,4 %), zones urbanisées (1,9 %). L'évolution de l’occupation des sols de la commune et de ses infrastructures peut être observée sur les différentes représentations cartographiques du territoire : la carte de Cassini (XVIIIe siècle), la carte d'état-major (1820-1866) et les cartes ou photos aériennes de l'IGN pour la période actuelle (1950 à aujourd'hui).

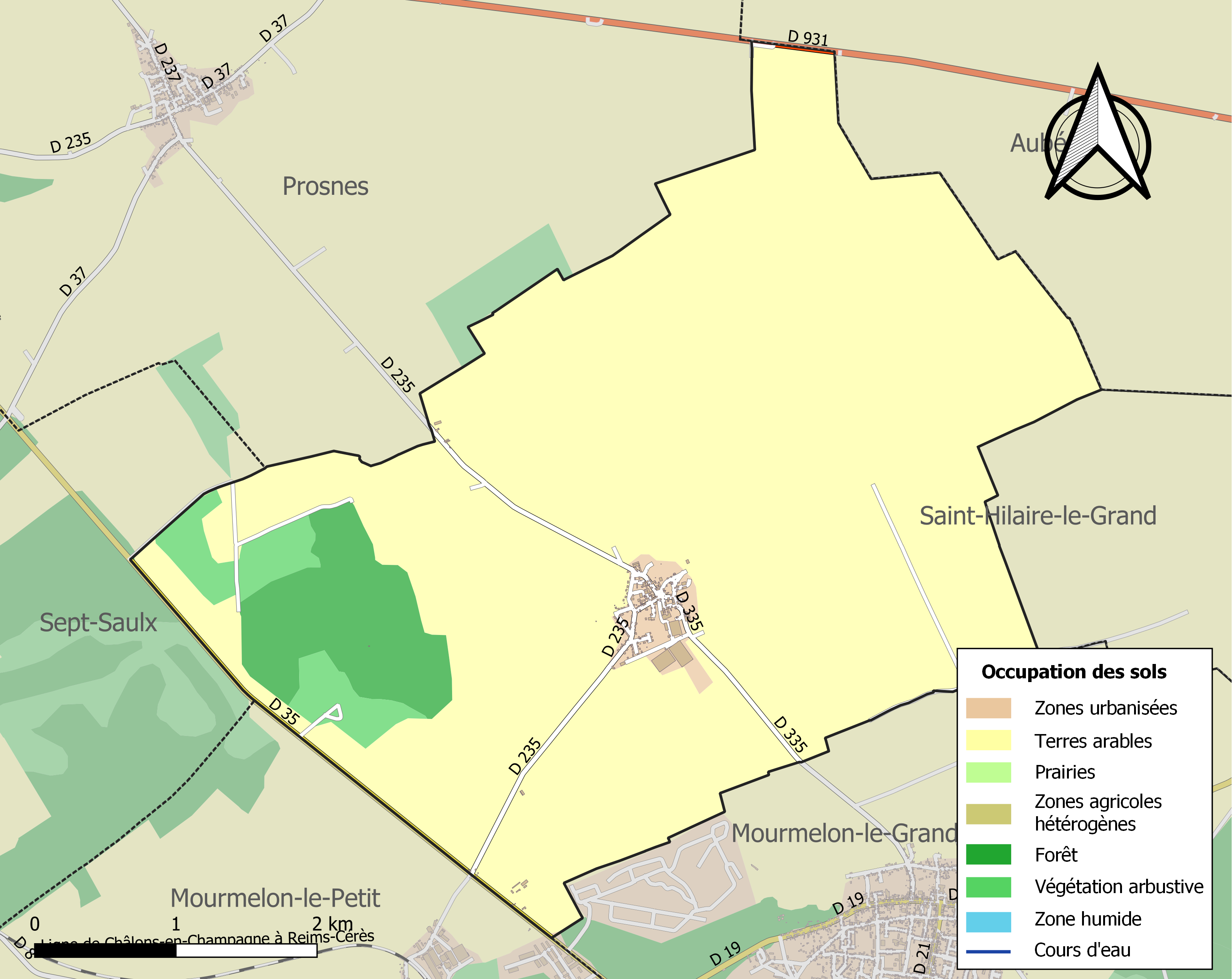
Carte des infrastructures et de l'occupation des sols de la commune en 2018 (CLC).

## Toponymie
Le nom de la localité est attesté sous les formes Baconna (milieu du IXe siècle) ; Bacunna (1066) ; Baconnia (vers 1190) ; Baconia (1222) ; Baconne (1228) ; Bacunne (vers 1252) ; Bacona (1271) ; Bacone (1273) ; Baconnes (1516) ; Bacconnes (1573) ; Basconne (1630).

## Histoire
Baconnes est un village situé entre deux voies romaines, de Reims à Verdun, et de Reims à Bar-le-Duc, à mi-chemin entre Reims et Châlons-en-Champagne. Ce village est passé longtemps, sans doute à tort, pour la station Basilia de l'itinéraire d'Antonin. Il est mentionné aussi dans le polyptyque de l'abbaye Saint-Remi de Reims : Mansus Domminicatus in Baconna.
La seigneurie appartint à la commanderie du Temple de Reims et passa, à l'extinction de cet ordre, aux chevaliers de Saint-Jean de Jérusalem. Au mois de juin 1257, Guillaume le Sec, gendre de Guy, sénéchal héréditaire de l'archevêché de Reims, vendit à l'archevêque, outre le quart de la seigneurie de Thuisy, tout ce qu'il possédait à Baconnes du chef de sa femme.
En 1691, le village possède 46 feux (foyers) et 24 laboureurs (possesseurs de terre). Ces chiffres sont comparables à l'époque, à ceux de Livry, Louvercy et Mourmelon-le-Grand.
Sur le territoire existait la cense Pontvray, du côté du village d'Aubérive, en haut du lieu-dit Rouvroy, laquelle existait encore au commencement du XVIIIe siècle et où était une chapelle, des ruines de laquelle on tira des pierres pour les remparts de Reims.
Baconnes était entouré de remparts ou fosses encore visibles dans la partie sud-est du village. L'origine de ces remparts est assez controversée. Ils semblent gallo-romains  et contemporains de l'oppidum de La Cheppe. Certains affirment que Baconnes fut fortifié en 1578 comme certains villages du bord de la Suippe. D'autres, enfin, pensent que les fosses protégeaient le village des inondations.
Une légende rapportée par Jules Romains dans Prélude à Verdun et Verdun, deux volumes de la fresque romanesque Les hommes de bonnes volonté, dit que les habitants de Baconnes descendent d'une horde de Huns qui se serait retranchée et perpétuée en vase clos à Baconnes après la déroute des champs Catalauniques.

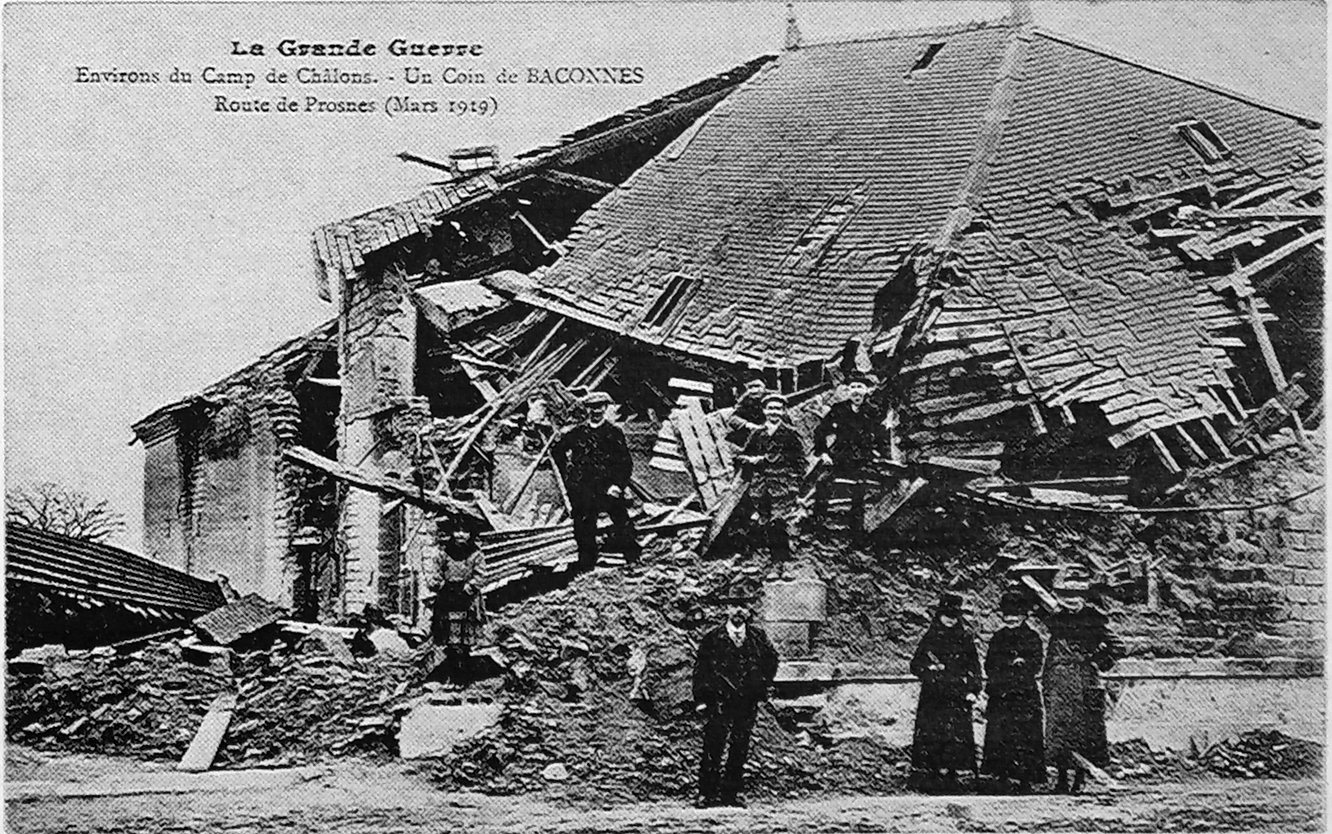
Destruction de la Grande guerre,
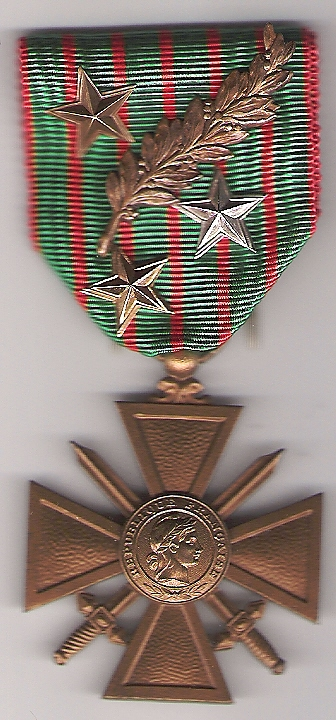
la Croix de guerre 1914-1918.

Armand Jourdan, né en 1888 à Saint-Georges-de-Chesné (Ille-et-Vilaine), soldat au 124e régiment d'infanterie, fut fusillé pour l'exemple le 11 juin 1915 à Baconnes pour « refus d'obéissance ».
Baconnes fut détruit à 80 % lors de la Première Guerre mondiale et 14 de ses fils ne revinrent pas de la guerre. La commune a reçu la Croix de guerre 1914-1918 le 1er octobre 1920.
À la reconstruction, la mare, qui occupait toute la place, fut rebouchée avec des décombres et le monument aux morts fut édifié sur une partie de l'emplacement de cette mare. L'électricité et l'eau courante furent installées dès 1925.
Par décret du 29 mars 2017, la commune est détachée le 31 mars 2017 de l'arrondissement de Reims pour intégrer l'arrondissement de Châlons-en-Champagne.

## Politique et administration
| Période                                  | Période                      | Identité         | Étiquette | Qualité                         |
| ---------------------------------------- | ---------------------------- | ---------------- | --------- | ------------------------------- |
| Les données manquantes sont à compléter. |                              |                  |           |                                 |
| avant 1877                               | après 1879                   | Mailfert         |           |                                 |
| avant 1988                               | ?                            | Pierre Grojean   |           |                                 |
| 1989                                     | En cours (au 4 juillet 2014) | Francis Girardin |           | Réélu pour le mandat 2014-2020, |

## Démographie
Les habitants de la commune sont les Baconnais et les Baconnaises.
L'évolution du nombre d'habitants est connue à travers les recensements de la population effectués dans la commune depuis 1793. Pour les communes de moins de 10 000 habitants, une enquête de recensement portant sur toute la population est réalisée tous les cinq ans, les populations de référence des années intermédiaires étant quant à elles estimées par interpolation ou extrapolation. Pour la commune, le premier recensement exhaustif entrant dans le cadre du nouveau dispositif a été réalisé en 2006.

En 2022, la commune comptait 292 habitants, en évolution de +8,15 % par rapport à 2016 (Marne : −1,19 %, France hors Mayotte : +2,11 %).
| 1793 | 1800 | 1806 | 1821 | 1831 | 1836 | 1841 | 1846 | 1851 |
| ---- | ---- | ---- | ---- | ---- | ---- | ---- | ---- | ---- |
| 255  | 236  | 218  | 196  | 211  | 216  | 239  | 229  | 234  |

| 1856 | 1861 | 1866 | 1872 | 1876 | 1881 | 1886 | 1891 | 1896 |
| ---- | ---- | ---- | ---- | ---- | ---- | ---- | ---- | ---- |
| 206  | 220  | 240  | 239  | 244  | 230  | 260  | 233  | 236  |

| 1901 | 1906 | 1911 | 1921 | 1926 | 1931 | 1936 | 1946 | 1954 |
| ---- | ---- | ---- | ---- | ---- | ---- | ---- | ---- | ---- |
| 227  | 221  | 203  | 162  | 142  | 155  | 185  | 193  | 169  |

| 1962 | 1968 | 1975 | 1982 | 1990 | 1999 | 2006 | 2011 | 2016 |
| ---- | ---- | ---- | ---- | ---- | ---- | ---- | ---- | ---- |
| 154  | 160  | 123  | 136  | 147  | 170  | 278  | 296  | 270  |

| 2021 | 2022 | - | - | - | - | - | - | - |
| ---- | ---- | - | - | - | - | - | - | - |
| 283  | 292  | - | - | - | - | - | - | - |

## Économie
L'agriculture restait tributaire de la pauvreté du sol jusqu’aux années 1940-1950. La mécanisation (tracteurs et moissonneuses-batteuses), le travail en groupe, l'emploi des engrais, des désherbants, des semences sélectionnées, l'extension de la betterave sucrière, font qu'à Baconnes, comme dans toute la « Champagne pouilleuse », les rendements n'ont rien à envier à ceux de la Brie, de la Beauce ou de la Picardie.
L'élevage de vaches laitières disparait en 1973 et il faut attendre le milieu des années 1980 pour voir les derniers ateliers de taurillons engraissés à l'aide de granulés de luzerne et de pulpes de betterave.
Aujourd'hui, sur un territoire  de 2 076 hectares, il ne reste à Baconnes que huit exploitations agricoles. L'une d'entre elles s'est diversifiée dans le maraichage puis dans l'horticulture il y a près de 30 ans, suivant la tendance de fleurissement du village. Il s'agit de la SCEA la Tumoise. Elle emploie jusqu'à 25 personnes en pleine saison. De nombreux agriculteurs des communes voisines viennent cultiver sur le territoire. L'assolement est diversifié à base de céréales (escourgeon, blé tendre et orge de printemps), colza, betterave, luzerne, tournesol et pois protéagineux. À la différence de nombreux villages marnais, il n'y a pas de production de pommes de terre sur les terres baconnaises.
Il existe également sur les terres de la commune de nombreuses parcelles boisées à grande dominante de résineux (pins noirs) et de quelques feuillus (bouleaux, érables, trembles).
Un territoire de chasse privé, le « Domaine de Baconnes », est un rendez-vous des passionnés de chasse au gros gibier. Le site comprend 2 parcs clos de 250 et 330 hectares abritant sangliers, cervidés, daims, mouflons et chevreuils ainsi qu'un étang d’un hectare environ. Y sont pratiqués battue, approche et affût, occasionnellement des chasses en battue royale.

## Lieux et monuments

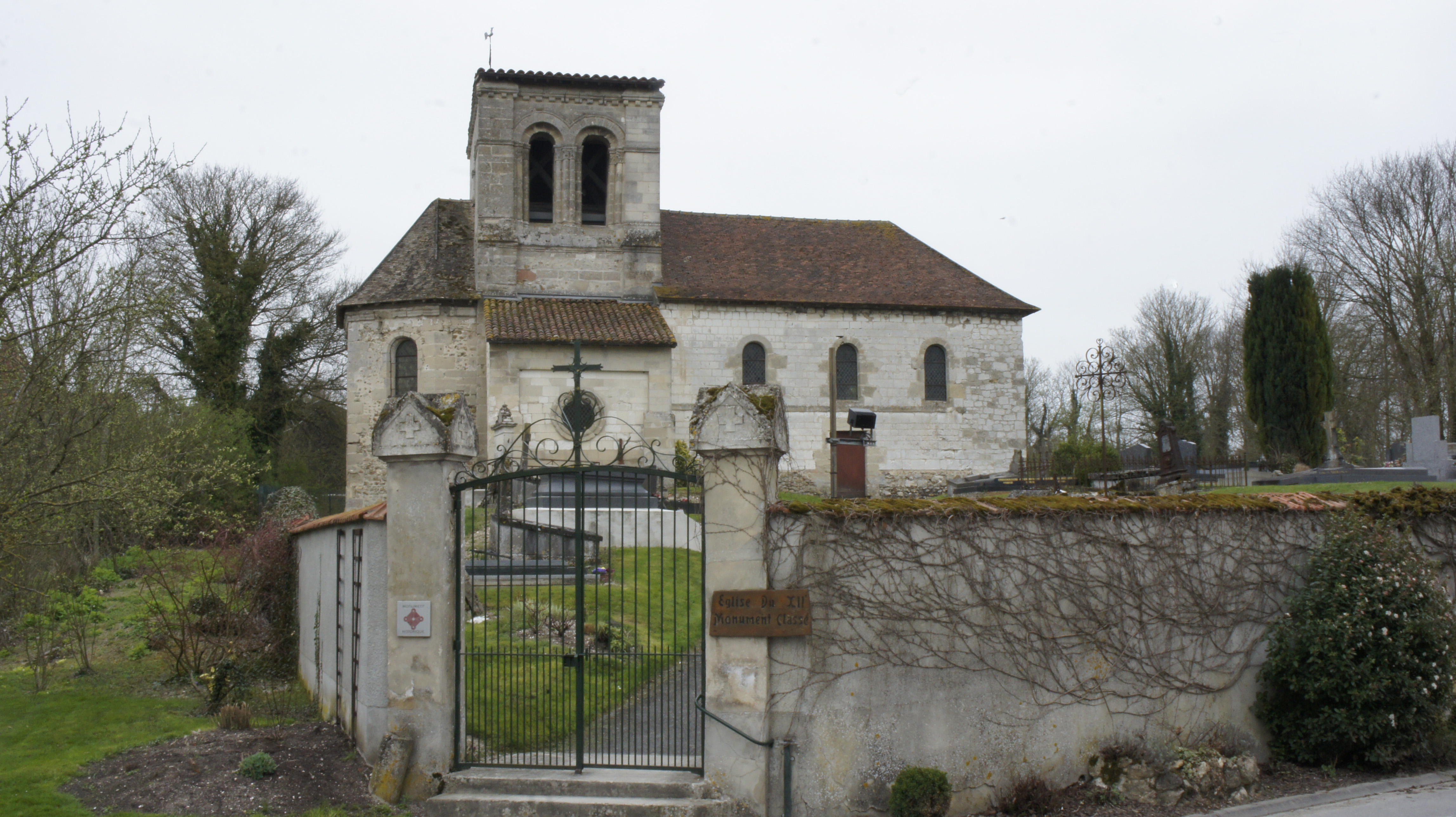
L'église entourée de son cimetière.

### Église Saint-Memmie
L'église de Baconnes, classée monument historique, est placée sous le patronage de saint Memmie. Elle est massive et bâtie en carreaux de craie et en pierre. La nef, sans grande beauté et sans style apparent, n'a ni bas-côtés, ni piliers. Elle se réduit à une salle plafonnée, percée d'une rangée de fenêtres en plein cintre, trois de chaque côté.
Le chœur, arrondi en cul de four, est d'un roman assez archaïque, bien qu'il ne doive pas remonter au-delà du XIIe siècle. Ce style roman s'affirme avec la croisée du transept que soutiennent quatre lourds massifs de colonnettes, munies de chapiteaux d'exécution soignée. En guise de bras du transept, deux petites chapelles très basses et exiguës, voûtées de larges ogives, sans clé de voûte, éclairées l'une par un oculus et l'autre par une petite fenêtre romane.
L'abside, très réduite, est ajourée par trois fenêtres plein cintre et voûtée de branches d'ogive qui s'arrêtent sur des consoles placées entre les fenêtres. Le portail occidental se réduit à une porte plein cintre surmontée d'un oculus.
La tour, à bâtière, mais d'une forme très particulière, large et courte, est comme écrasée. Chacune de ses faces, sauf à l'ouest, est ouverte par des baies, en nombre inégal : une au sud et à l'est, deux au nord, géminées, sur des colonnettes ornées de chapiteaux à palmettes.
La cloche pèse environ 400 kg et porte la date de 1508. Il y est inscrit les noms de maître Thomas Martin, curé de Baconnes, Rémi Charpentie, Domance Francoise Catherine Raulet et encore Katrine qui pourrait bien être son nom de baptême.

#### Autres monuments
La mairie de la Reconstruction est l'œuvre de l'architecte Hubert de Châlons-sur-Marne.